# Dunin ze Skrzyńska

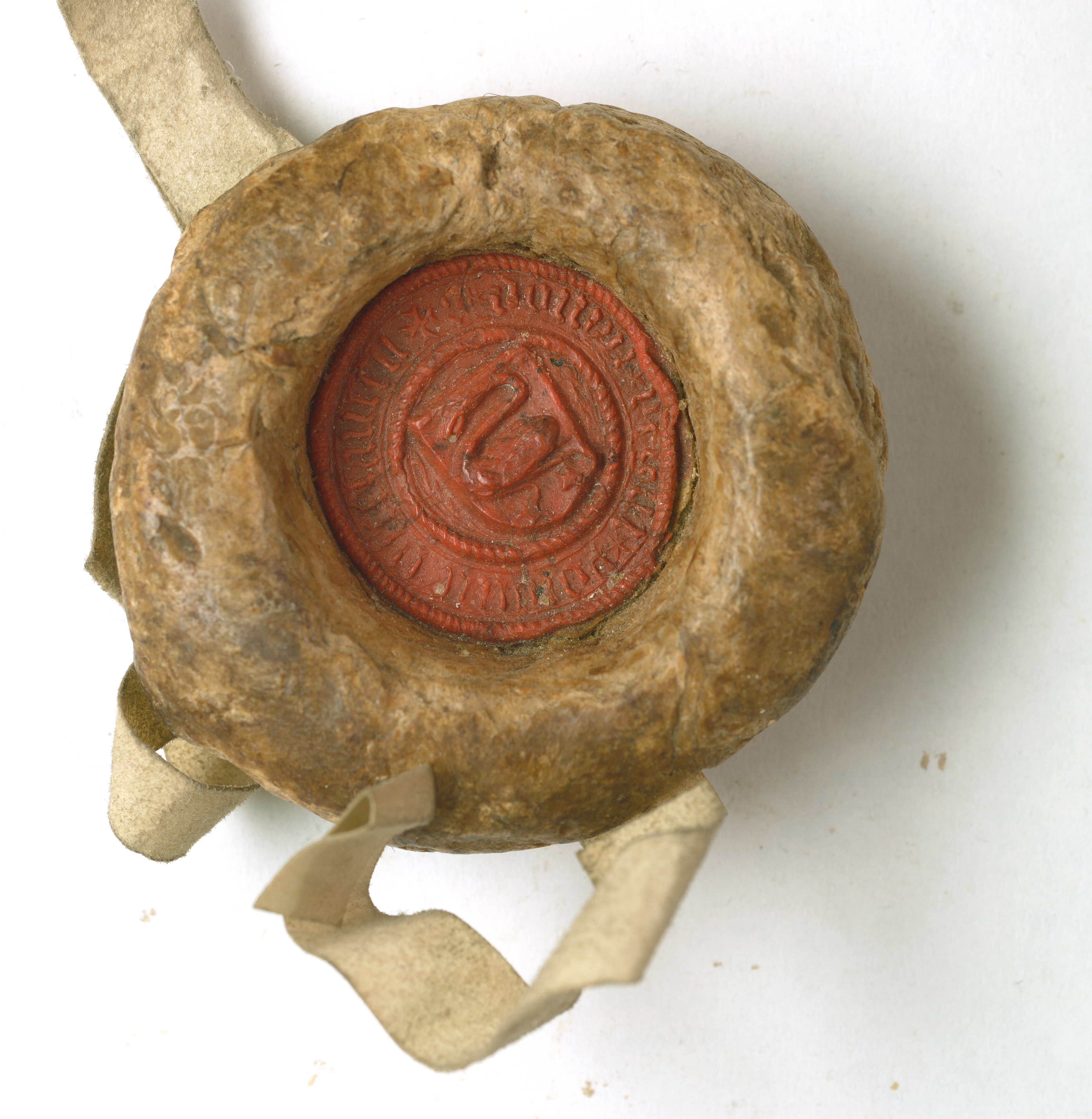
Pieczęć Dunina ze Skrzyńska, podkanclerzego z herbem Łabędź.

Dominik Dunin (Donin) ze Skrzyńska herbu Łabędź (zm. 1418) – podkanclerzy koronny szlachcic polski herbu Łabędź.

## Życiorys
Od 1404 był  pisarzem kancelarii królewskiej. W 1412 został podkanclerzym Królestwa Polskiego. W 1411 został domownikiem papieskim, w 1414 notariuszem Stolicy Apostolskiej. Za jego kadencji ustalił się oficjalny tytuł podkanclerzych łac. vicecancellarius regni Poloniae. Brał udział w wielu misjach dyplomatycznych i pertraktacjach z zakonem krzyżackim w imieniu króla Władysława Jagiełły.